# Vietnamella dabieshanensis
Vietnamella dabieshanensis is een haft uit de familie Vietnamellidae. De wetenschappelijke naam van de soort is voor het eerst geldig gepubliceerd in 1987 door You & Su.
De soort komt voor in het Oriëntaals gebied.